# Ahmet Gülay
Ahmet Gülay (* 13. Januar 2003 in Trabzon, Türkei) ist ein türkischer Fußballspieler.

## Karriere

### Verein
Gülay kam in Trabzon auf die Welt und begann mit dem Vereinsfußball in der Nachwuchsabteilung des Istanbuler Vereins  Avcılar Belediye SK. Hier spielte er lediglich ein Jahr lang und wurde 2014 in den Nachwuchs von Beşiktaş Istanbul geholt.
Hier erhielt er im Februar 2020 zwar einen Profivertrag, spielte aber weiterhin nur für die Nachwuchs- und Reservemannschaft. Zur Saison 2020/21 wurde er für die Dauer von zwei Spielzeiten an den Ligarivalen Alanyaspor ausgeliehen. Bei diesem Verein gab er in der Ligapartie vom 4. Oktober 2020 gegen Hatayspor sein Profidebüt. Anschließend folgte noch eine Leihe zum Aliaga FK und ab Januar 2024 zu Alanya Kestelspor.

### Nationalmannschaft
Gülay startete seine Nationalmannschaftskarriere am 24. Oktober 2017 mit einem Einsatz für die türkische U-15-Nationalmannschaft.